# آنا باستور غارسيا
آنا باستور غارسيا (بالإسبانية: Ana Pastor García) هي صحفية إسبانية، ولدت في 9 ديسمبر 1977 في مدريد في إسبانيا.

## وصلات خارجية
- آنا باستور غارسيا على موقع IMDb (الإنجليزية)
- آنا باستور غارسيا على موقع قاعدة بيانات الفيلم (الإنجليزية)